# Lily Williams
Lily Williams (Tallahassee, 24 giugno 1994) è una ciclista su strada, pistard e ciclocrossista statunitense che corre per il team Human Powered Health.

## Carriera
Attiva su pista dal 2019, nel 2020 si è laureata campionessa del mondo nell'inseguimento a squadre ai Mondiali di Berlino., mentre l'anno successivo ha vinto la medaglia di bronzo ai Giochi olimpici di Tokyo, disputando tuttavia soltanto la gara di qualificazione.

## Palmarès

### Strada
- 2017 (Dilettanti, una vittoria)

3ª tappa Joe Martin Stage Race (Fayetteville > Fayetteville)
- 2018 (Hagens Berman-Supermint, una vittoria)

Winston Salem Cycling Classic

### Pista
- 2019

Giochi panamericani, Inseguimento a squadre (con Christina Birch, Chloé Dygert e Kimberly Geist)
- 2020

6ª prova Coppa del mondo 2019-2020, Inseguimento a squadre (Milton, con Jennifer Valente, Chloé Dygert ed Emma White)
Campionati del mondo, Inseguimento a squadre (con Jennifer Valente, Chloé Dygert ed Emma White)
- 2021

3ª prova Coppa delle Nazioni, Inseguimento individuale (Cali)
4 Jours de Genève, Omnium
- 2022

GP Aigle, Corsa a punti
GP Aigle, Corsa a eliminazione
D6 Cycling Night, Scratch
D6 Cycling Night, Corsa a punti
- 2023

Discover Lehigh Valley GP, Scratch
Discover Lehigh Valley GP, Americana (con Kimberly Ann Zubris
Discover Lehigh Valley GP, Omnium
Discover Lehigh Valley GP, Corsa a eliminazione
Palma de Mallorca, Scratch
Berlin, Scratch
4 Jours de Genève, Americana (con Jennifer Valente)
- 2024

Giochi olimpici, Inseguimento a squadre (con Jennifer Valente, Chloé Dygert e Kristen Faulkner)

### Ciclocross
- 2018-2019

North Carolina Grand Prix #1 (Hendersonville)

## Piazzamenti

### Grandi Giri
- Giro d'Italia

2023: 80ª
- Tour de France

2022: 98ª
2024: non partita (7ª tappa)
- Vuelta a España

2024: 54ª

### Competizioni mondiali
- Campionati del mondo su pista

Pruszków 2019 - Inseguimento a squadre: 7ª
Berlino 2020 - Inseguimento a squadre: vincitrice
Roubaix 2021 - Inseguimento individuale: 7ª
Roubaix 2021 - Americana: 16ª
Saint-Quentin-en-Yvelines 2022 - Inseguimento a squadre: 8ª
Saint-Quentin-en-Yvelines 2022 - Scratch: 4ª
Saint-Quentin-en-Yvelines 2022 - Americana: 9ª
Glasgow 2023 - Inseguimento a squadre: 6ª
Glasgow 2023 - Corsa a punti: 4ª
Glasgow 2023 - Americana: 6ª
- Campionati del mondo su strada

Glasgow 2023 - In linea: ritirata
- Giochi olimpici

Tokyo 2020 - Inseguimento a squadre: 3ª
Parigi 2024 - Inseguimento a squadre: vincitrice
Parigi 2024 - Americana: 4ª